# Юнгерманія стрункіша
{{#ifeq:0|0|{{#if:Jungermannia gracillima|{{#if:|[[]}}|[[]]}}}}
Юнгерманія стрункіша (Jungermannia gracillima) — вид печіночників порядку юнгерманіальних (Jungermanniales).
Вважається синонімом до Solenostoma gracillimum (Sm.) R.M.Schust.

## Поширення
Батьківщиною є Європа, Макаронезія, Північна Америка.
Росте на голих, піщаних або суглинистих, досить вологих місцях. Уникає вапна.

## Характеристика
Стебла мають довжину від трьох до п'яти міліметрів і мають багато дрібнолистих гілок. Вони утворюють великі килимки від зеленого до червонувато-коричневого кольору. Бічні листки округлі і наполовину охоплюють стебло. Край листка утворений низкою великих товстостінних клітин. У центрі листка клітини мають розміри від 30 × 40 до 45 мікрометрів. Підлистки відсутні, на клітину припадає два-три масляних тільця. Перигіній короткий. Коробочка короткоовальна, коричнева.

## Галерея

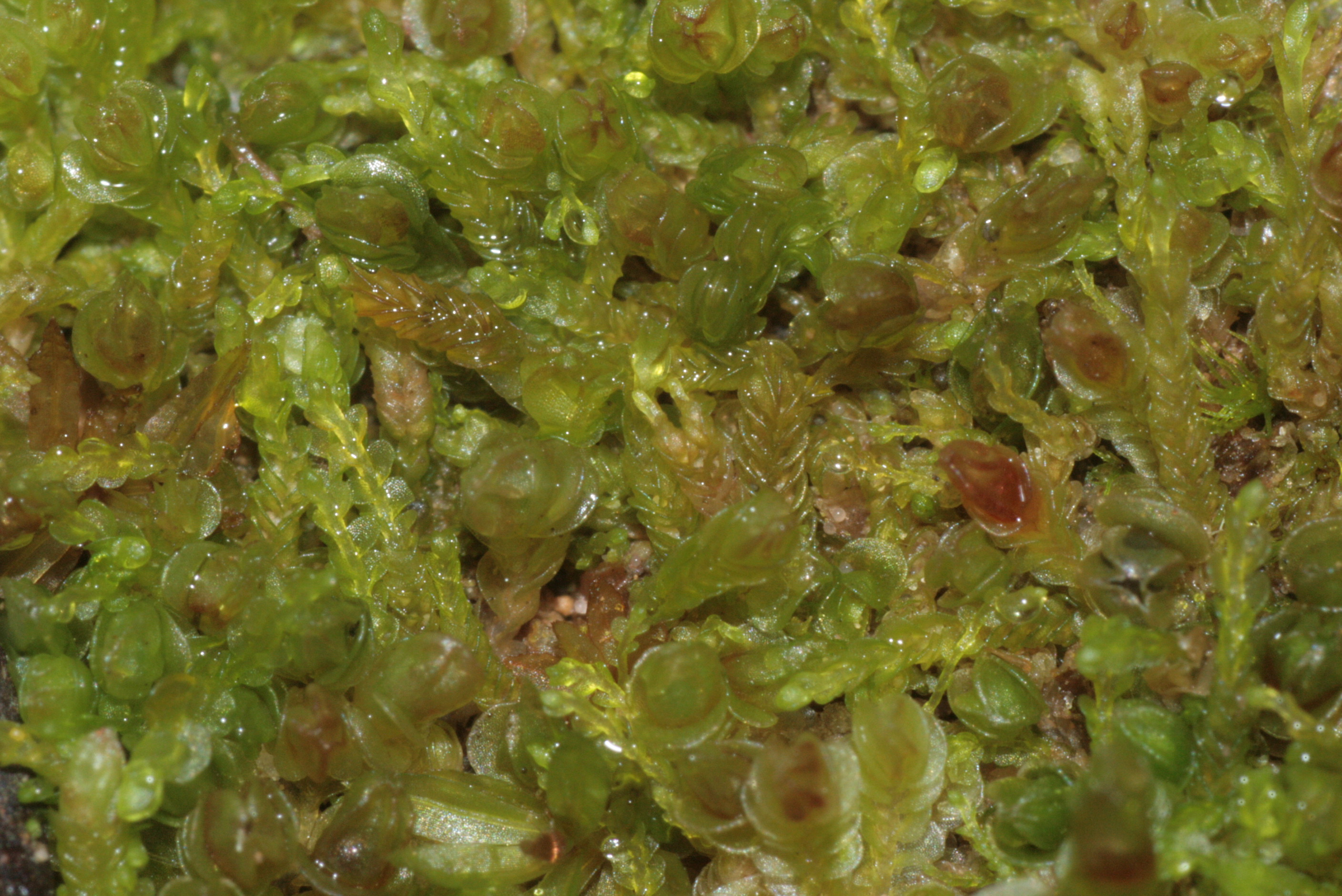
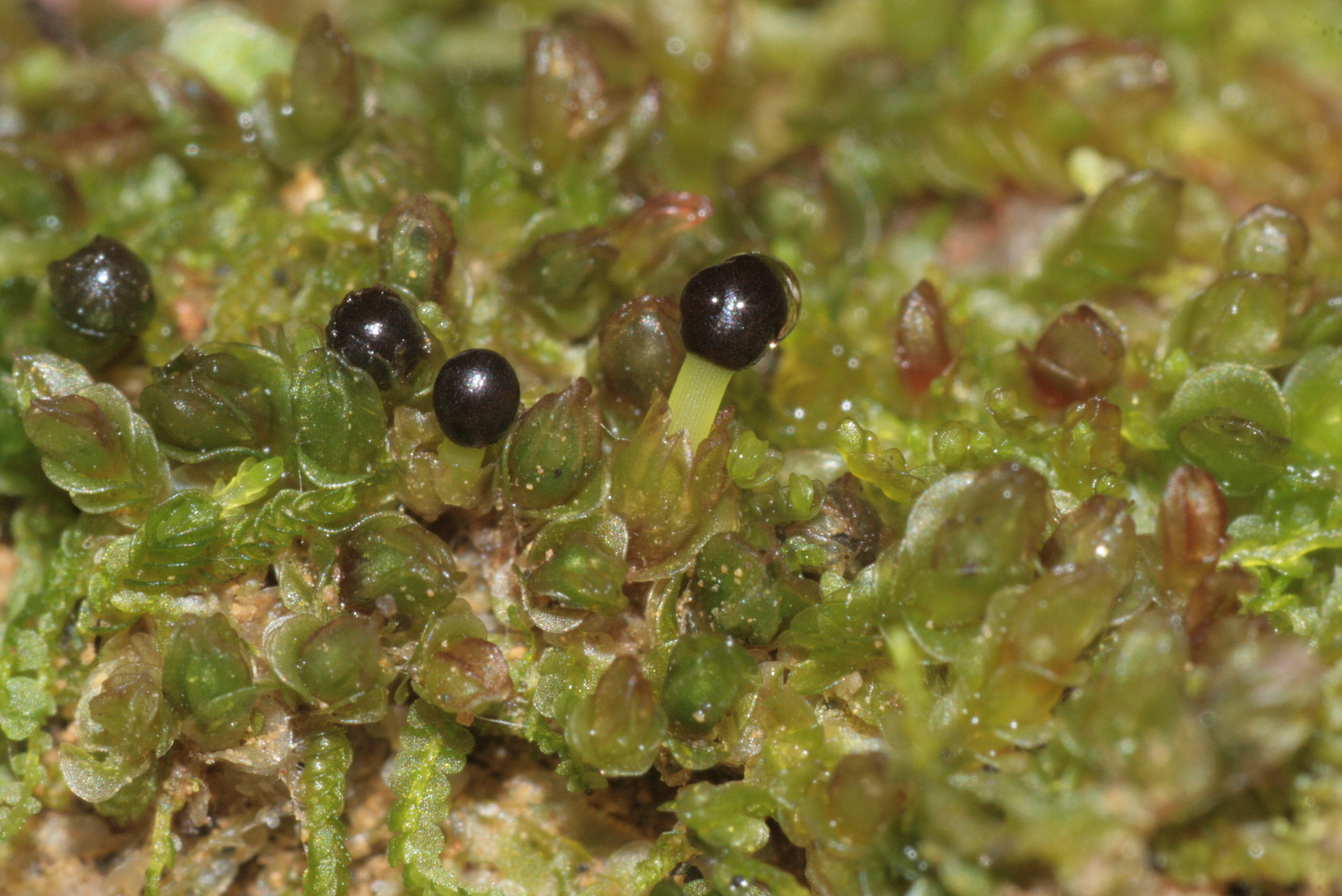
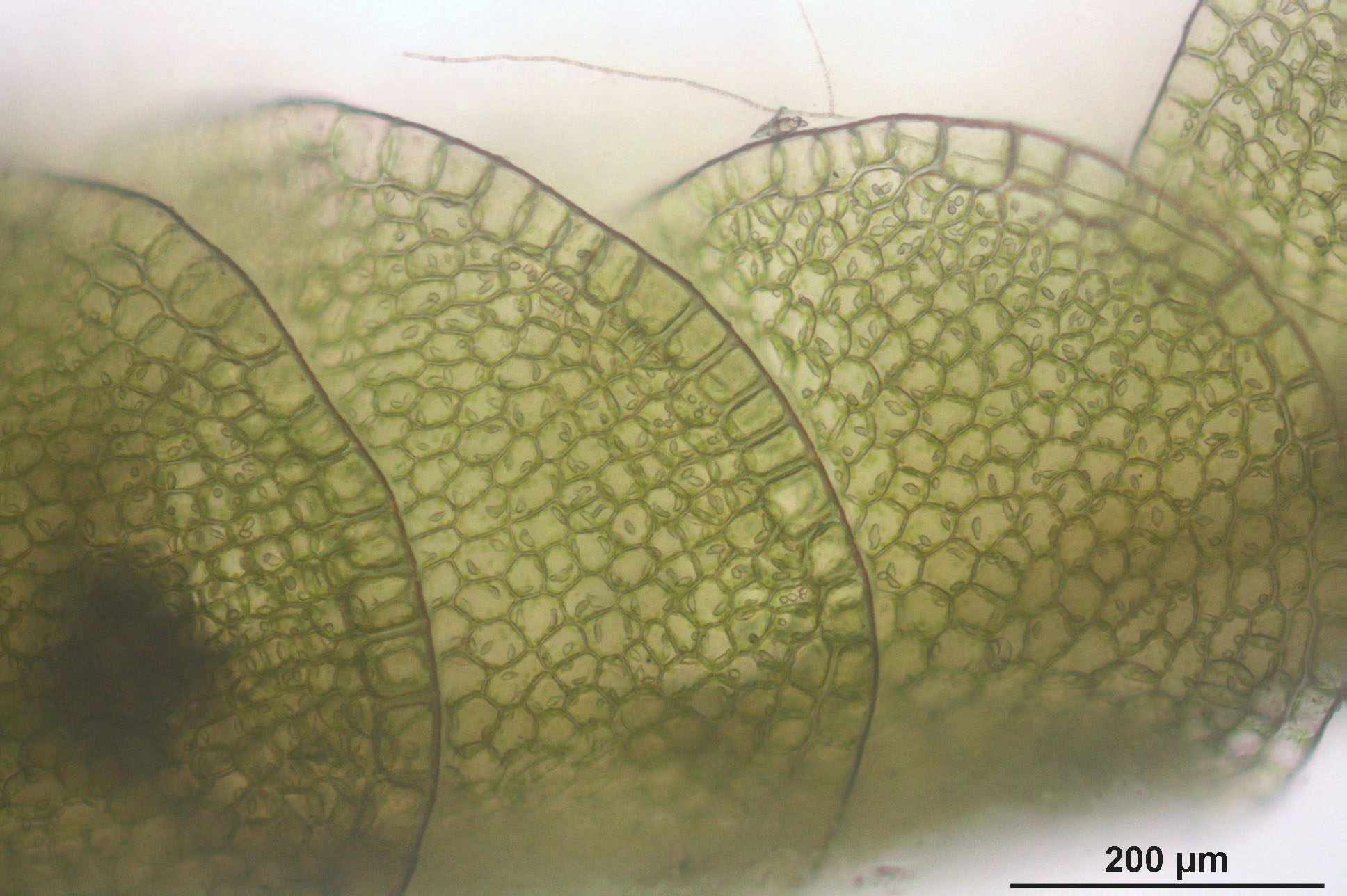
Край листка
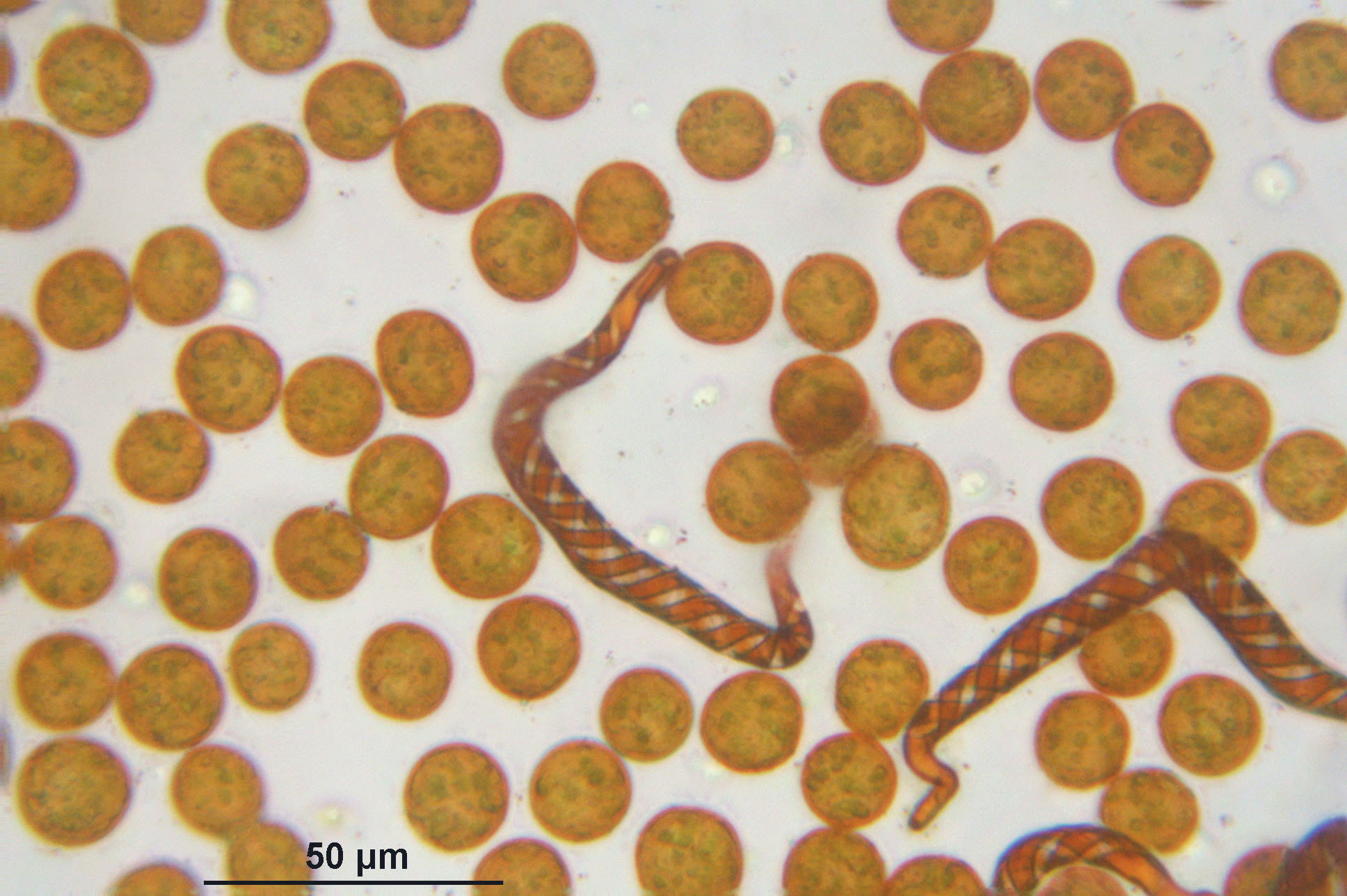
Спори